# Миллер, Джей Ти
Джо́натан Тэ́ннер (Джей Ти) Ми́ллер (англ. Jonathan Tanner "J. T." Miller; род. 14 марта 1993, Ист-Палестайн, Огайо) — американский хоккеист, центральный нападающий клуба Национальной хоккейной лиги «Нью-Йорк Рейнджерс»

## Игровая карьера
В 2009 году начал играть в USHL. Отыграв там два года, был выбран под 15 номером драфта НХЛ 2011 командой «Нью-Йорк Рейнджерс».
Сезон 2011/12 отыграл в хоккейной лиги Онтарио за «Плимут Уэйлерз». По окончании сезона в OHL присоединился к фарм-клубу «Рейнджерс» в АХЛ, «Коннектикут Уэйл», за который сыграл 8 матчей в плей-офф Кубка Колдера.
Сезон 2012/13 начал в АХЛ, но 5 февраля 2013 года был вызван в основной состав и дебютировал в игре с «Нью-Джерси Девилз». В следующей игре против «Нью-Йорк Айлендерс» забросил первые шайбы в НХЛ, забив 2 гола в ворота Евгения Набокова.
В следующих сезонах закрепился в основе «Рейнджеров», с которыми дошел до финала Восточной конференции в 2015 году.
13 июля 2016 года подписал новый двухлетний контракт с «Рейнджерс» на общую сумму $ 5,2 млн.
26 февраля 2018 года, в дедлайн, вместе с Райаном Макдоной был обменян в «Тампу-Бэй Лайтнинг». Дебютировал за «Болтз» 28 февраля в игре с «Баффало Сейбрз» (1:2ОТ). 14 марта в матче против «Оттавы Сенаторз» (4:7) сделал первый в карьере хет-трик.
31 января 2025 года вместе с Эриком Бреннстрёмом, Джексоном Доррингтоном был обменян в «Нью-Йорк Рейнджерс» на Филипа Хытила и Виктора Манчини.

## Статистика
| Легенда | Легенда                    | Легенда | Легенда                   | Легенда | Легенда    |
| ------- | -------------------------- | ------- | ------------------------- | ------- | ---------- |
| И       | Количество проведённых игр | Штр     | Штрафное время            | +/−     | Плюс-минус |
| Г       | Голы                       | П       | Голевые передачи          | О       | Очки       |
| -       | Статистика неизвестна      | —       | Статистика не учитывалась |         |            |